# 로스앤젤레스 다저스
로스앤젤레스 다저스(영어: Los Angeles Dodgers)는 미국 캘리포니아주 로스앤젤레스를 연고지로 하는 프로 야구 팀이다. 메이저 리그 내셔널 리그 서부 지구 소속이다. 이 팀은 1883년, 뉴욕의 브루클린에서 브루클린 다저스(영어: Brooklyn Dodgers)로 시작해 1958년 캘리포니아주의 로스앤젤레스로 연고지를 옮겼다. 홈구장은 다저 스타디움이다. 샌프란시스코 자이언츠와는 라이벌 관계다.
이 팀은 총 6번의 시리즈 우승과 22번의 리그 우승의 기록을 가지고 있으며, 영구 결번으로는 피 위 리즈의 1번, 토미 라소다의 2번, 듀크 슈나이더의 4번, 짐 길리엄의 19번, 돈 서턴의 20번, 월터 알스턴의 24번, 샌디 쿠팩스의 32번, 로이 캄파넬라의 39번, 재키 로빈슨의 42번(전 구단 영구 결번), 돈 드라이즈데일의 53번이 있다.
2012년 3월 26일 메이저 리그 공식 홈페이지에 따르면 로스앤젤레스 다저스가 미국 프로 농구 “전설”매직 존슨이 포함된 투자단에 최종 낙찰됐다. 존슨은 워싱턴 내셔널스 구단 간부를 지낸 스탠 카스텐 등과 함께 투자단을 구성했고 최근 시카고에 기반을 둔 글로벌 투자 전문회사 구겐하임 파트너스를 투자단에 끌어들이는데 성공했다. 로스앤젤레스 다저스의 인수 금액은 23억 달러에 달하는 것으로 알려졌다.

## 구단 역사
20세기 초반에 다저스는 로빈스라는 팀으로 알려졌다, 1916년, 1920년에 월드시리즈에서 각각 보스턴과 클리블랜드에 패했다. 1930년대에 다저스로 팀명이 변경이 되었는데 다저스는 브루클린 보행자들에게 기피되는 전차의 이름이었다. 1941년, Dodgers는 그들의 세 번째 내셔널 리그 우승을 놓고  뉴욕 양키스에 패했다. 이 경기로 인해서 다저스와 양키스가 라이벌이 된 계기가 되었다. 다저스의 재키 로빈슨은 메이저리그 최초의 흑인선수이다. 또한 내셔널리그 3번의 MVP로 선정된 흑인선수인 로이 캄파넬라가 있다, 1955년 다저스는 양키스를 물리치고 월드시리즈에서 사상 첫 우승을 하게 된다.이 이야기는 나중에  '소년들의 여름'이라는 1972년에 책으로 발간된다. 
- 1883년 : 뉴욕주 브루클린에서 브루클린 애틀랜틱스(Brooklyn Atlantics)로 시작
- 1885년 : 브루클린 그레이스(Brooklyn Grays)로 명칭 변경
- 1888년 : 브루클린 브라이드그룸스(Brooklyn Bridegrooms)로 명칭 변경
- 1891년 : 브루클린 그룸스(Brooklyn Grooms)로 명칭 변경
- 1896년 : '브루클린 브라이드그룸스'로 명칭 환원
- 1932년 : 브루클린 다저스(Brookly Dodergers)로 명칭 변경
- 1899년 : 브루클린 슈퍼바스(Brooklyn Superbas)로 명칭 변경
- 1911년 : 브루클린 트롤리 다저스(Brooklyn Trolley Dodgers)로 명칭 변경
- 1913년 : '브루클린 슈퍼바스'로 명칭 환원
- 1914년 : 브루클린 로빈스(Brooklyn Robins)로 명칭 변경
- 1958년 : 캘리포니아주 로스엔젤레스로 연고지를 옮기면서 현재의 명칭으로 변경됐으며 한때 뉴저지주 저지시티[3] 이전설이 제기됨

## 역대 주요 선수
- 재키 로빈슨 : MLB 최초의 흑인 선수. 2루수, 명예의 전당 헌액, 메이저 리그 전구단 영구 결번 "42"
- 피 위 리즈 : 유격수, 명예의 전당 헌액
- 로이 캄파넬라 : 포수, 명예의 전당 헌액
- 샌디 쿠팩스 : 투수, 명예의 전당 헌액
- 돈 드라이즈데일 : 투수, 명예의 전당 헌액
- 듀크 스나이더 : 중견수, 명예의 전당 헌액
- 오렐 허샤이저 : 투수, 현재 ESPN 해설가
- 클레이턴 커쇼 : 투수, 명예의 전당 예약
- 오타니 쇼헤이 : 투수, 지명타자
- 야마모토 요시노부 : 투수
- 김혜성 : 내야수, 외야수

## 영구 결번
- #1 피 위 리스
- #2 토미 라소다
- #4 듀크 스나이더
- #19 짐 길리엄
- #20 돈 서턴
- #24 월터 올스턴
- #32 샌디 쿠팩스
- #39 로이 캄파넬라
- #42 재키 로빈슨
- #53 돈 드라이즈데일

## 선수단 정보(2023년 40인 로스터)
| 감독     | 로버츠 |
| 투수     | 7 유리아스 • 17 켈리 •21 뷸러 • 22 커쇼 • 6 곤솔린 ·• 27 레예스 ·•35 린 · •38 알몬테 · •40 넬슨· •41 D.허드슨· •45 파이어라이젠 · •47 페피엇 · •48 그라테롤 · •49 트라이넨·•51 베시아 · •56 야브로 · •57 브레이저 · •59 필립스 •62 시어 •64 퍼거슨 •70 B.밀러 •71 스톤· •78 그로브·• 80 시한 •81 곤잘레스 •85 메이 •93 B.허드슨 |
| 포수     | 15 반스 •16 스미스 •76 카르타야 |
| 내야수   | 5 프리먼 •9 럭스 •11 로하스 •13 먼시 •31 로사리오 •60 Y.에르난데스 · •79 비바스 •83 부시 •바르가스 |
| 외야수   | 3 테일러 · •6 페랄타 · •8 K.에르난데스 · •12 마리스닉 · •23 헤이워드 · •28 마르티네즈 · •33 아웃맨 · •50 베츠 · •84 파헤스 · •89 데루카 |
| 시즌아웃 | •셸비 밀러 • 럭스 |

## 역대 한국인 선수
- 박찬호 - 1994년 ~ 2001년, 2008년
- 서재응 - 2006년
- 최희섭 - 2004년 ~ 2005년
- 류현진 - 2013년 ~ 2019년
- 장현석 - 2024년 ~ 현재
- 김혜성 - 2025년 ~ 현재

## 같이 보기
- 로스앤젤레스 레이커스
- 로스앤젤레스 스파크스